# Vprašaj
Vprašáj ( ? ) je v jezikoslovju enodelno ločilo na koncu vprašalnega stavka: Kje si? Zakaj to delaš?

## Raba v tujih jezikih
V španščini se uporabljata dva vprašaja, spredaj in zadaj ¿Qué edad tienes?